# جون واليس (سياسي)
جون واليس هو سياسي كندي، ولد في 1815، وتوفي في 1872 في تورونتو في كندا. حزبياً، نشط في حزب أونتاريو المحافظ التقدمي. وقد انتخب عضو برلمان مقاطعة أونتاريو.